# Akácfa utca
Az Akácfa utca Budapest VII. kerületében, a Rákóczi út és a Király utca között húzódik.

## Története
Nevét onnan kapta, hogy a 18. században a környék akácfákkal volt betelepítve, és az itt vezető földút az Akatziengasse nevet viselte. 
A Bobics és Jambricskó családok tulajdonában lévő környéket 1762–1764 közt parcellázták fel beépítés céljából. A mainál jóval szélesebb földút 1786-ban kapta hivatalosan a nevét, amiben ekkoriban az Akácfa vendéglő is állt. 1838-ban a Dohány utcától a Dob utcáig Akatziengasse (Akácfa utca), a Dob utcától a mai Király utcáig Kleine Akatziengasse (Kis Akácfa utca) névvel illették. A Fővárosi Közmunkák Tanácsa 1874-ben terjesztette ki az egész utcára az Akácfa nevet.
Ma ebben az utcában található a BKV Zrt. központja, a Kispipa, az Old Man's Music Pub, és nem több romkocsma is.

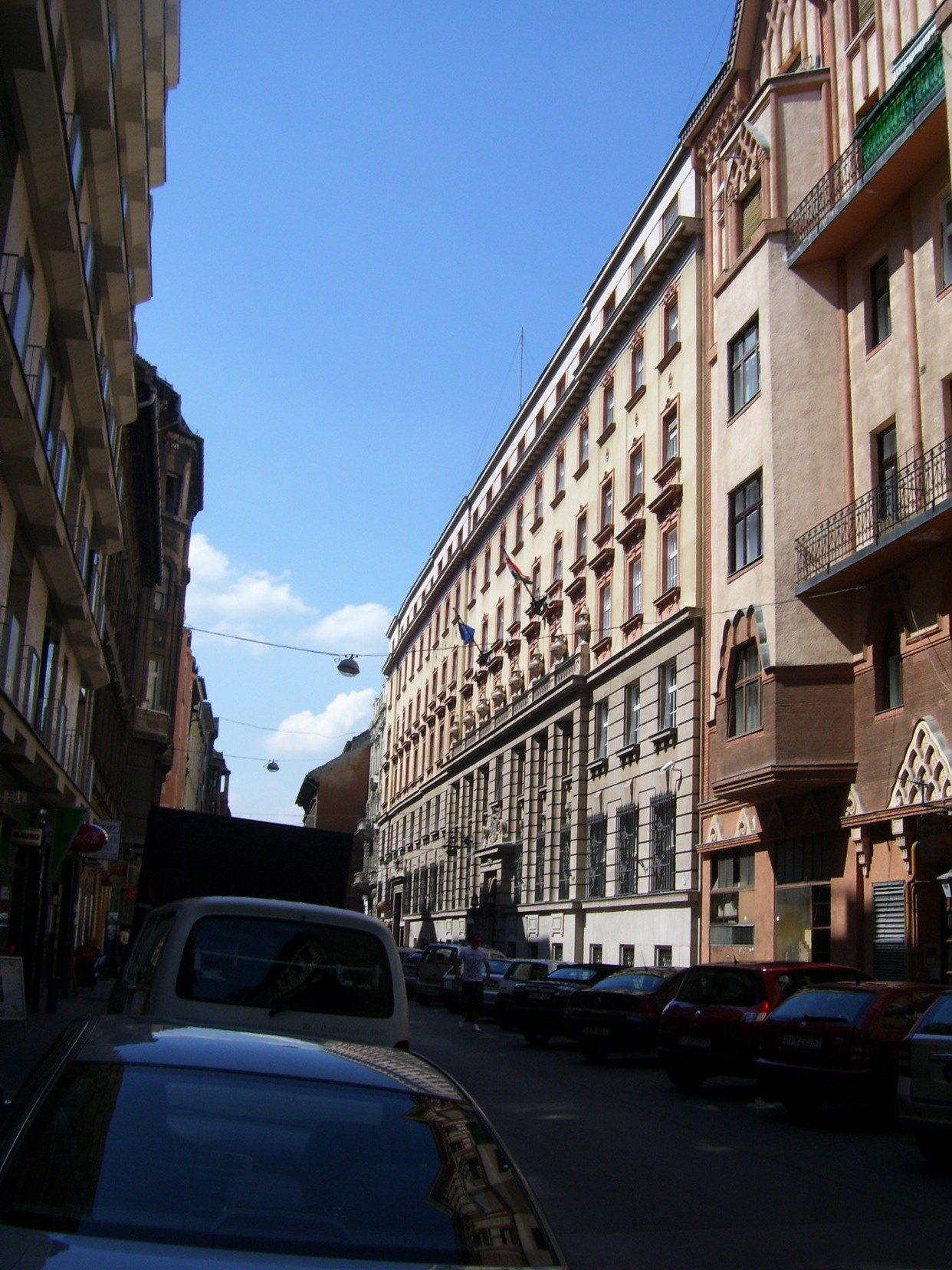
Az utca, jobbra a BKV székházával